# کانال قره‌قوم

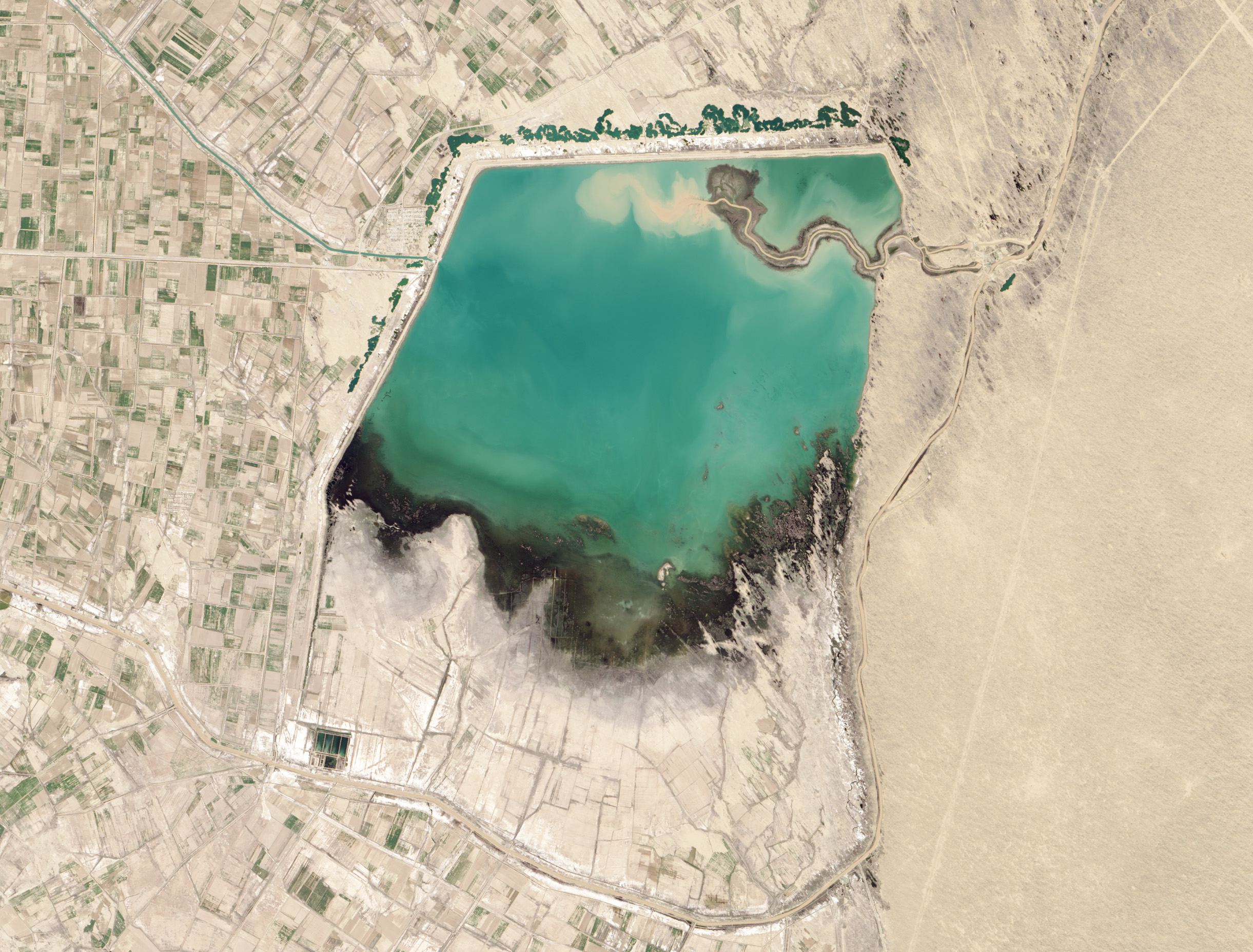
کانال قره‌قوم (پایین سمت راست) و مخزن آبی خائوزخان در سال ۲۰۱۴

کانال قره‌قوم (روسی: Каракумский канал،‌ به ترکمنی: Garagum derýasy، قاراقوُم دریاسیٛ) در ترکمنستان یکی از بزرگ‌ترین کانال‌های آبیاری و تأمین آب در جهان است. ساخت این کانال در سال ۱۹۵۴ آغاز شد و در سال ۱۹۸۸ پایان یافت. کانال قره‌قوم در طول بیش از ۱۳۵۷ کیلومتر قابل کشتیرانی است و سالانه بیش از ۱۳ کیلومتر مکعب آب را از آمودریا به بیابان قره‌قوم در ترکمنستان جابه‌جا می‌کند. گشایش این کانال باعث افزایش بسیار زیاد سطح زیر کشت محصولات کشاورزی و به‌ویژه پنبه در اتحاد جماهیر شوروی سوسیالیستی شد. ساختمان اولیه باعث هدر رفتن حدود ۵۰ درصد از آب در طول مسیر می‌شود و با تشکیل چاله‌ها و دریاچه‌ها در طول کانال باعث بالا آمدن سطح آب‌های زیرزمینی باعث بروز مشکل شوری خاک شده است. کانال قره‌قوم یکی از عوامل اصلی فاجعه زیست‌محیطی خشک‌شدن دریاچه آرال به‌شمار می‌رود.
برای بهبود وضعیت جغرافیایی ترکمنستان که بیش از دوسوم مساحت آن را صحرای بزرگ قره‌قوم پوشانده‌است در سال ۱۳۳۵ش/۱۹۵۶م کانالی به نام کانال قره‌قوم در این بیابان ایجاد شد.
این کانال به طول ۱۳۴۰ کیلومتر و عرض ۱۲۰ متر حجم عظیمی آب را از آمودریا در مرز شرقی ترکمنستان به دریای خزر در مرز غربی آن منتقل کرده بر سر راه خود حدود یک میلیون هکتار زمین را آبیاری می‌نماید. این کانال در واقع ستون فقرات اقتصاد کشاورزی ترکمنستان است و علاوه بر آن به کار حمل و نقل بار به وسیله کشتی و تولید برق نیز می‌آید.
با احداث این کانال بخش‌های گسترده‌ای از بیابان‌های ترکمنستان آبیاری و به زیرکشت پنبه رفت و گروهی از عشایر دام‌پرور ترکمن در حاشیهٔ آن اسکان داده شدند.
در سال ۲۰۰۰ دولت ترکمنستان با هدف جمع‌آوری و انبار آب‌های روخانه‌ های منطقه، اقدام به تأسیس دریاچه‌ای نیز در صحرای قراقوم نمود.